# Geranium caeruleatum
Geranium caeruleatum là một loài thực vật có hoa trong họ Mỏ hạc. Loài này được Schur mô tả khoa học đầu tiên năm 1866.